# Сельское поселение «Алханай»
Се́льское поселе́ние «Алханай» (бур. Алханын hомон) — муниципальное образование в Дульдургинском районе Забайкальского края Российской Федерации.
Административный центр — село Алханай.

## История
Статус и границы сельского поселения установлены Законом Читинской области от 19 мая 2004 года «Об установлении границ, наименований вновь образованных муниципальных образований и наделении их статусом сельского, городского поселения в Читинской области».

## Население
| 2010 | 2011  | 2012  | 2013  | 2014  | 2015  | 2016  |
| ---- | ----- | ----- | ----- | ----- | ----- | ----- |
| 1140 | ↘1138 | ↘1101 | ↘1076 | ↘1042 | ↘1016 | ↘1003 |
| 2017 | 2018  | 2019  | 2020  | 2021  |       |       |
| ↘983 | ↘967  | ↘945  | ↘919  | ↗936  |       |       |

## Состав сельского поселения
| № | Населённый пункт | Тип населённого пункта       | Население |
| - | ---------------- | ---------------------------- | --------- |
| 1 | Алханай          | село, административный центр | ↘919      |
| 2 | Северный Алханай | село                         |           |
| 3 | Южный Алханай    | село                         |           |